# الحكمة المتعالية
الحكمة المتعالية (بالفارسية: حکمت متعالیه) هي مدرسة فلسفية إسلامية، أسّسها صدر الدين الشيرازي وهو فيلسوف شيعي والمعروف بـ«صدر المتألهين والملّا صدرا». وشيّد أركانها على نظريّته الأساسية: أصالة الوجود واعتبارية الماهية، بعد أن كانت الفلسفة الإسلامية مبنيّة على القول بأصالة الماهية. وتتميز هذه المدرسة باستقائها من مصادر الدين الإسلامي الأساسية كالقرآن والروايات المعتبرة، ومن الوجدان والشهود فضلاً عن اعتمادها على المنهج العقلي البرهاني. وقد وسّع صدر المتألهين في مدرسته هذه من رقعة المسائل الفلسفية حتّى أنّه «أضاف خمسمائة مسألة مبتكرة على مسائل الحكمة اليونانيّة التي لم تتجاوز أصولها المائتي مسألة، فأوصل مسائل الحكمة إلى سبعمائة مسألة».

## منشأ الاسم
كان الفيلسوف ابن سينا هو أوّل من استعمل هذا الاصطلاح (أي الحكمة المتعالية) وذلك في كتابه الإشارات والتنبيهات حيث قال:
| الحكمة المتعالية | ثم إن كان ما يلوحه ضرب من النظر مستورًا إلَّا على الراسخين في الحكمة المتعالية أن لها بعد العقول المفارقة التي هي لها كالمبادئ نفوسًا ناطقة غير منطبعة في موادها بل لها معها علاقة ما كما لنفوسنا مع أبداننا | الحكمة المتعالية |

، ولكنّ هذا الاسم لم يُستعمل اسمًا لمدرسة فلسفية إلَّا من بعد أن ألّف صدر المتألهين كتابه المعروف في الفلسفة: «الحكمة المتعالية في الاسفار العقلية الأربعة» والمشهور بـ الأسفار.

## علاقتها بالمدارس الفلسفية
- كان هناك مدرستان أساسيتان تتنازعان الساحة الفلسفية الإسلامية قبل ظهور مدرسة الحكمة المتعالية، وهما المدرسة المشائية، والمدرسة الإشراقية.
- كما أنّ العديد من الموضوعات الفلسفية المطروحة في هاتين المدرستين كانت تبحث في علمي الكلام وبحوث العرفان النظري والتصوّف.
- يرى الشهيد مرتضى مطهري أنّ مدرسة الحكمة المتعالية التي أسسّها صدر المتألهين تمثّل نقطة التقاء هذه المدراس الفكرية الإسلامية الأربع، فكلّ واحدة منها تمثّل رافداً أساسياً يصبّ في هذه المدرسة، وأنّ صدر المتألهين قد تمكّن من جمع هذه المدارس وتوحيدها في نظام فلسفي واحد.[5]
- يقول العلامة الطباطبائي: (جعل صدر المتألهين الأساس الذي انطلق منه للأبحاث عموماً، والإلهية خصوصاً، هو التوفيق بين العقل والكشف والشرع، وحاول الكشف عن الحقائق الإلهية عن طريق المقدمات البرهانية، والمشاهدات العرفانية، والمواد الدينية القطعية).[6]
- ويصف العلامة الطهراني كيفية وصول صدر المتألهين لمدرسته كالتالي: «جمع في أُسلوبه بين مدرسة المشّائين والإشراقيّين وأهل التفسير والحديث، وخطى خطواته في ساحة المجاهدة والشهود مع احترامه وإكرامه لصاحب الشريعة والقرآن ومقام الولاية الكبرى لحلّ المعضلات من الروايات، والتفسير المشكل من الآيات، وللوصول إلى أعلى درجات اليقين والورود إلى مقام الصدّيقين، محلّقاً بجناحَي العلم والعمل، فحلّ مسائل الفلسفة ببرهانه المتين».[7]

## النظرية الأساسية والنظريات الفرعية
إنّ أهم النظريات التي قامت عليها هذه المدرسة هي نظرية أصالة الوجود واعتبارية الماهية، بحيث يمكننا أن نقول أن هذه النظرية تمثّل الفصل المميّز لمدرسة الحكمة المتعالية عن باقي المدارس الفلسفية، وفي إطار تشييد نظامه الفلسفي فقد دعّم صدر المتألهين مدرسته بنظريات ثلاثة فرعية أخرى تمثّل الأعمدة الساندة للبناء الفكري لهذه المدرسة. وبهذا تكون النظريات التالية أهم المباني الرئيسية والفرعية للحكمة المتعالية:
1. نظرية أصالة الوجود.
2. نظرية التشكيك في الوجود.
3. نظرية الوجود الرابط للمعلول.
4. نظرية الحركة الجوهرية.

## إعادة بناء النظام الفلسفي الإسلامي
بناء على الاساس الجديد الذي أسسه، فقد طرح صدر المتألهين في مدرسته مجموعة جديدة من الأسس والنظريات الفلسفية الدقيقة مثل مسألة أصالة الوجود واعتباريّة الماهيّة، ووحدة الوجود وصرافته، وبرهان الصدِّيقين على إثبات توحيد الصانع، ومسألة التشخّص الذاتي للوجود، تسارعت حركة الحكمة الإسلاميّة المتعالية بشكل مدهش عمّا كانت عليه. ثمّ عادت وبُنيت جميع القضايا والمسائل الفلسفيّة ارتكازاً على تلك الأمور الأصليّة المذكورة.
بعد أنّ أسس صدر المتألهين لنظريته الأهم وهي (أصالة الوجود) وأرسى قواعدها من خلال تقديم البراهين الكثيرة عليها، فقد شرع بإعادة تأسيس النظام الفلسفي للحكمة الإسلامية، حتّى أنّه أضاف خمسمائة مسألة مبتكرة على مسائل الحكمة اليونانيّة التي لم تتجاوز أصولها المائتي مسألة، فأوصل مسائل الحكمة إلى سبعمائة مسألة.

### بعض المسائل
ومن أهم المسائل التي أضافها أو أعاد معالجتها بناءً على نظامه الفلسفي الجديد:
- الوجود الطولي للماهية.
- كون النفس جسمانية الحدوث روحانية البقاء.
- قاعدة (بسيط الحقيقة كل الأشياء).
- التقدّم بالحقيقة.
- التقدم بالحق.
- تفسير جديد لنظرية العلية.
- كون المعلول رابطاً.
- الاستدلال على الحدوث الزماني للعالم الجسماني.
- تفسير كيفية اتصاف الماهية الماهية بالوجود.
- تفسير كيفية ارتباط الوجود السيّال (ذو الجوهر المتحرّك) بالثابت.
- صياغة جديدة لبرهان الصديقين في إثبات التوحيد.
- تقديم استدلالات جديدة على أنّ علم الله عزّ وجل بالأشياء هو علم حضوري.
- الإجابة عن إشكال ابن كمونة (وهو إشكال ظلّ مصدر حيرة للفلاسفة مدّة طويلة من الزمان).
- نظرية اتّحاد العالم والمعلوم.
- إثبات الشعور لدى كافّة الموجودات.